# Süreyya Ayhan
Süreyya Ayhan (Korgun, Çankırı (provincie), 6 september 1978) is een voormalige Turkse middellangeafstandsloopster, die als eerste vrouw van haar land op een internationaal kampioenschap een medaille won. Ze had het Europees record op de 1500 m in handen, maar is later levenslang geschorst wegens doping.

## Biografie
Haar vader is een voormalig amateuratleet. Hij was zowel een rolmodel als supporter van de jonge Süreyya, toen ze met atletiek begon op de highschool. In 1992 begon ze met hardlopen bij het Athletics Training Center in Çankırı. "Tijdens een lokaal kampioenschap werd ik ontdekt door mijn huidige coach Yücel Kop. Ik hou van hardlopen sinds ik een klein meisje ben. Ik denk dat het de enige activiteit is die zich ontwikkelt en die ik nog steeds doe". Ze studeerde sport en lichamelijk opvoeding aan het Kahramanmaraş Sütçü İmam Üniversitesi.
Haar eerste internationale succes behaalde Ayhan in 2001. Toen won ze de 1500 m op de universiade in Peking. Met een tijd van 4.06,91 versloeg ze de Roemeense Maria Cristina Grosu (zilver) en de Zwitserse Sabine Fischer (brons). Op de wereldkampioenschappen van 2001 Edmonton werd ze achtste op de 1500 m. Op de Europese kampioenschappen van 2002 in München won ze een gouden medaille op diezelfde afstand. De beste prestatie ooit van een Turkse atlete op een Europees kampioenschap was een derde plaats bij het hink-stap-springen (1950). Dat jaar werd ze ook onderscheiden met de European Athlete of the Year.
In 2003 behaalde Süreyya Ayhan op de WK in Parijs een zilveren medaille achter de Russische Tatjana Tomasjova (goud) en voor de Britse Hayley Tullett (brons).
Ayhan is met haar trainer Yücel Kop, een voormalig langlaufer, getrouwd. Het huwelijk baarde opzien, omdat Kop al getrouwd was met een andere vrouw.
In augustus 2004 werd Süreyya Ayhan voor twee jaar geschorst, omdat ze bij een dopingtest een urinemonster had afgeleverd dat niet van haar was. Nadat ze in september 2007 positief op anabole steroïde getest werd, werd ze levenslang geschorst. Hiertegen ging zijn met succes in beroep, waarna haar schorsing werd verlaagd tot vier jaar; later werd dit besluit door het Hof van Arbitrage voor Sport (CAS) weer teruggedraaid.

## Titels
- Europees kampioene 1500 m - 2002
- Turks kampioene 800 m - 1998
- Turks kampioene 1500 m - 1997, 1998

## Persoonlijke records
| Onderdeel | Prestatie | Datum            | Plaats    |
| --------- | --------- | ---------------- | --------- |
| 800 m     | 2.00,64   | 20 augustus 2000 | Istanboel |
| 1500 m    | 3.55,33   | 5 september 2003 | Brussel   |

## Palmares

### 1500 m
Kampioenschappen
- 2001: 8e WK - 4.08,17
- 2001:  universiade - 4.06,91
- 2001:  Middellandse Zeespelen - 4:10,69
- 2002:  EK - 3.58,79
- 2002:  Wereldbeker - 4.02,57
- 2003:  WK - 3.59,04
- 2003:  Wereldatletiekfinale - 3.57,72
- 2003:  Europacup C - 4.06,63

Golden League-podiumplekken
- 2002:  Memorial Van Damme – 3.57,75
- 2002:  ISTAF – 3.58,43
- 2003:  ISTAF – 3.59,58
- 2003:  Weltklasse Zürich – 3.55,60
- 2003:  Memorial Van Damme – 3.55,33

## Prestatieontwikkeling
| Discipline | Jaar | Prestatie | Plaats            | Datum            |
| 800 m      | 2000 | 2:00:64   | Istanbul, Turkije | 20 augustus 2000 |
| 1500 m     | 2003 | 3:55:33   | Brussel, België   | 5 september 2003 |
| 1500 m     | 2002 | 3:57:75   | Brussel, België   | 30 augustus 2002 |
| 1500 m     | 2001 | 4:06.91   | Peking, China     | 29 augustus 2001 |
| 1500 m     | 2000 | 4:03:02   | Brussel, België   | 25 augustus 2000 |
| 1500 m     | 1999 | 4:14:80   | İzmir, Turkije    | 12 mei 1999      |

## Onderscheidingen
- Europees atlete van het jaar - 2002